# Пархоменко, Павел Адольфович
Павел Адольфович Пархоменко (16 августа 1957, Молотовск) — советский и российский  кинорежиссёр, сценарист и художник-постановщик.

## Биография
Учился в Ленинградском высшем художественно-промышленном училище имени В. И. Мухиной.
В качестве художника-постановщика постоянно работал с Алексеем Балабановым («Война», «Река», «Жмурки», «Мне не больно», «Груз 200», «Морфий»).
Сценограф спектакля «Три товарища» (1999, театр «Современник») и балета «Жизнь цвета» (1990, Альт-опера, Франкфурт).
Лауреат премий «Белый слон» (за фильм «Нирвана»), «Золотой орёл» (за фильм «Любовь Советского Союза») и Lielais Kristaps, а также дважды номинант на премию «Ника».

## Фильмография

### Режиссёр
- 2005 — Танцуют все!
- 2013 — Гагарин. Первый в космосе